# Pierre des Autels

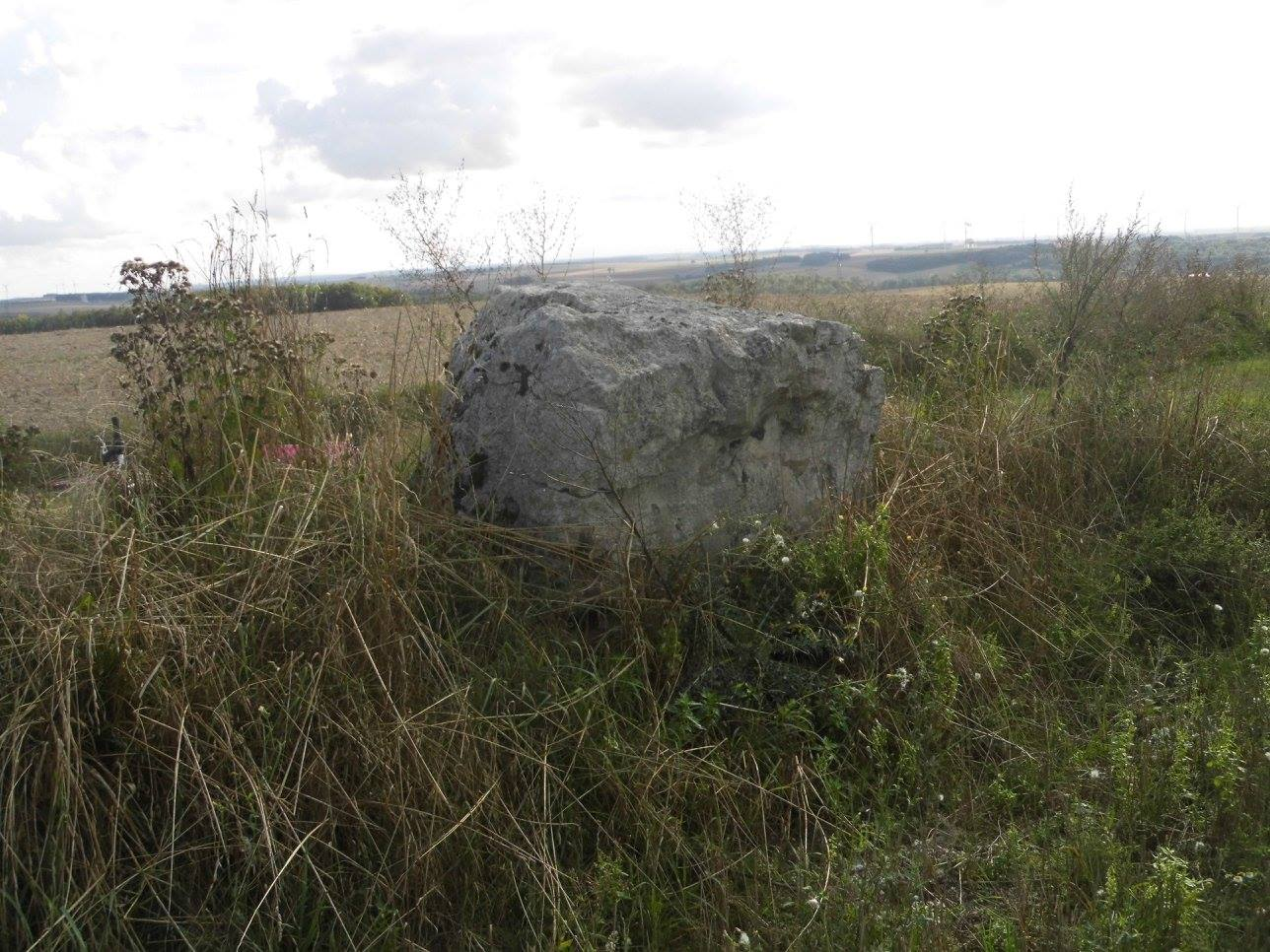
La pierre des Autels en Mars 2016

La Pierre des Autels est l'unique vestige d'un ancien cromlech situé à Saint-Aubin, dans le département français de l'Aube.

## Description
En 1880, le cromlech était composé de neuf pierres disposées en cercle autour d'une pierre centrale. En 1987, il ne restait plus que 3 pierres. Désormais, seule une pierre demeure en place, les deux autres ayant été déplacées à environ 200 m dans un petit bois lors d'un défrichement, dénommée la Pierre des Autels  en raison de l'existence de deux cupules de part et d'autre d'un petit espace plat creusé dans la pierre.